# Sergio Soave
Sergio Soave (Savigliano, 11 maggio 1946) è un politico e storico italiano.

## Biografia

Sergio Soave nel 1981.

Sindaco di Savigliano dal 1995 al 2004 e dal 2009 al 2014, consigliere comunale nel 1975 e consigliere provinciale nel 1985, è stato parlamentare alla Camera dei deputati per tre legislature (IX, X e XIII), nonché membro per l'Italia del Comitato delle Regioni della UE dal 2010 al 2014.
Laureato in lettere, docente di Storia contemporanea all'Università degli Studi di Torino, ha pubblicato numerosi libri e saggi sulle principali correnti culturali del '900. Ha scritto biografie politiche di Federico Chabod, Angelo Tasca, Ignazio Silone, Arturo Paoli. Si è occupato del dissenso interno al PSI, al PCI, alla Chiesa. Per la sua opera Senza tradirsi, senza tradire. Silone e Tasca dal comunismo al socialismo cristiano (Editore Aragno) ha vinto il Premio Acqui Storia.
Nel 2014 ha pubblicato il romanzo La ricevuta (Editore Aragno), che ha vinto il primo premio per il miglior romanzo italiano (opera prima) al Festival internazionale Premieroman di Chambéry del 2016. Nello stesso anno ha pubblicato il volume Prendere Cristo sul serio: l'assillo cristiano di Ignazio Silone (Cittadella Editrice).
È stato presidente della Fondazione "Polo del '900". É presidente dell'Istituto storico della Resistenza e della società contemporanea di Cuneo e Provincia e della Fondazione Cassa di Risparmio di Savigliano.

## Opere (parziale)
- Fermenti modernistici e Democrazia cristiana in Piemonte, G. Giappichelli Editore, 1975
- Federico Chabod politico, Il Mulino, 1989
- Senza tradirsi, senza tradire, Nino Aragno Editore, 2005
- Pasticcio italiano in salsa spagnola, Boroli, 2007
- La ricevuta, Nino Aragno Editore, 2015
- Prendere Cristo sul serio. L'assillo cristiano di Ignazio Silone, Cittadella, 2016